# Hazel Blears

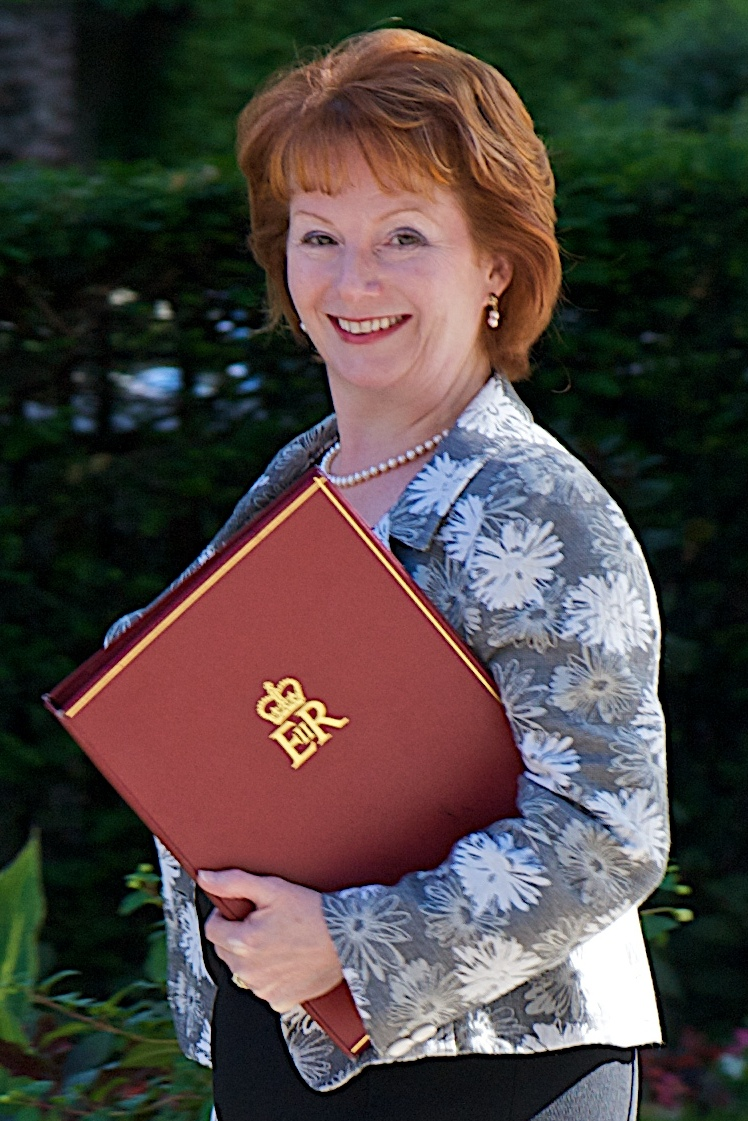
Hazel Blears nach dem Erhalt ihrer Entlassungsurkunde als Kommunalministerin (2. Juni 2009)

Hazel Anne Blears (* 14. Mai 1956 in Salford, Lancashire, England) ist eine britische Politikerin, die seit 1997 Mitglied des House of Commons ist und unter anderem Geschäftsführende Vorsitzende der Labour Party sowie Ministerin für Gemeinden und Kommunalverwaltung war.

## Leben

### Berufliche Laufbahn und Unterhausabgeordnete
Nach dem Besuch des Eccles Sixth Form College und der Wardley Grammar School in Swinton studierte sie am Trent Polytechic, das sie mit einem Bachelor of Arts mit Auszeichnung (B.A. Hons) abschloss. Nach einem anschließenden postgradualen Studium der Rechtswissenschaften am College of Law in Chester nahm sie 1977 eine Tätigkeit als Solicitor auf, wobei sie für die Gemeinderäte von Salford, Rossendale und Manchester arbeitete. Im Jahre 1981 wurde sie darüber hinaus Sekretär einer Zweigstelle der National and Local Government Officers Association, des Verbandes der nationalen und kommunalen Gemeindemitarbeiter.
Ihre politische Laufbahn begann 1984, als sie selbst Mitglied des Stadtrates von Salford City wurde, dem sie bis 1992 angehörte. Nachdem sie ohne Erfolg bei den Unterhauswahlen 1987 im Wahlkreis Tatton und bei den Unterhauswahlen 1992 im Wahlkreis Bury South für ein Mandat im House of Commons kandidiert hatte, wurde sie bei den Unterhauswahlen vom 1. Mai 1997 im Wahlkreis Salford erstmals als Mitglied in das House of Commons gewählt und gehört diesem seither an. Zuletzt wurde sie bei den Unterhauswahlen vom 6. Mai 2010 als Unterhausabgeordnete wiedergewählt und vertritt nun den Wahlkreis Salford and Eccles.
Innerhalb der Labour Party übernahm sie anschließend zahlreiche Funktionen und war zwischen 1997 und 1999 Mitglied des Exekutivkomitees für die Region North West England, von 1997 bis 2001 Mitglied des Nationalen Politischen Forums sowie zwischen 1997 und 1998 Mitglied des Wahlkampfteams der Parteiführung. Darüber hinaus wurde sie 1998 Parlamentarische Privatsekretärin von Alan Milburn, der Staatsminister im Gesundheitsministerium und anschließend 1999 Chefsekretär des Schatzamtes war. Daneben war sie zwischen 1998 und 2001 Koordinatorin für Entwicklung der Labour Party und Vertreterin von Ian McCartney.

### Aufstieg zur Ministerin und geschäftsführenden Parteivorsitzenden
Zwischen 2001 und 2003 übernahm sie ihr erstes Amt als „Juniorministerin“, als sie parlamentarische Unterstaatssekretärin im Gesundheitsministerium wurde und dort zuletzt für den Bereich öffentliche Gesundheit verantwortlich war. Im Juni 2003 erfolgte ihre Ernennung zur Staatsministerin im Innenministerium Home Office, in dem sie zuerst für Kriminalitätsreduzierung, Polizei, Gemeindeschutz und Terrorismusbekämpfung verantwortlich war, und dann von Juni 2005 bis Mai 2006 als Staatsministerin die Zuständigkeit für Polizei, Sicherheit und Gemeindeschutz innehatte. Daneben ist sie seit 2003 Vorsitzende des Parlamentarischen Wahlkampfteams sowie seit 2004 Mitglied des Nationalen Exekutivkomitees der Labour Party.
Im Mai 2006 folgte sie Ian McCartney als geschäftsführende Vorsitzende der Labour Party (Labour Party Chair) und behielt dieses Amt bis zu ihrer Ablösung durch Harriet Harman im Juni 2007. Während dieser Zeit war sie zugleich Ministerin ohne Geschäftsbereich im Kabinettsamt während der Amtszeit von Premierminister Tony Blair.
Nach dem Amtsantritt von Blairs Nachfolger Gordon Brown als Premierminister wurde sie von diesem am 28. Juni 2007 als Ministerin für Gemeinden und Kommunalverwaltung (Secretary of State for Communities and Local Government) in dessen Kabinett berufen und gehörte diesem als Nachfolgerin von Ruth Kelly bis zu ihrer Ablösung durch John Denham am 10. Juni 2009 an. Eine ihrer ersten Amtshandlungen war die Erteilung einer Baugenehmigung für das Falmer Stadium des Vereins Brighton & Hove Albion.
Bei den Unterhauswahlen vom 6. Mai 2010 konnte sie zwar ihr Mandat im Unterhaus behaupten, büßte in ihrem neuen Wahlkreis Salford and Eccles jedoch 17,5 Prozentpunkte gegenüber der Wahl 2005 im Wahlkreis Salford ein.
Seit 2010 ist Hazel Blears Mitglied des Unterhausausschusses für Geheimdienste und Sicherheit sowie Vorsitzende des Sozialen Aktionsforums der Labour Party.